# Вайнер, Мэттью
Мэ́ттью Ва́йнер (англ. Matthew Weiner; род. 29 июня 1965) — американский режиссёр и сценарист. Он является создателем драматического сериала «Безумцы» на канале AMC. Он также работал над драматическим сериалом канала HBO «Клан Сопрано», в создании которого он принимал участие в качестве сценариста и продюсера пятого и шестого сезонов (2004; 2006—2007). Вайнер выиграл девять премий «Эмми» за работу над сериалами «Безумцы» и «Клан Сопрано», выиграв три за «Безумцев», также как и три «Золотых глобусов» за «Безумцев». «Безумцы» выиграли премии «Эмми» за лучший драматический сериал четыре года подряд (2008, 2009, 2010, 2011); «Клан Сопрано» (вместе с Вайнером в качестве исполнительного продюсера) выиграл эту же премию дважды (2004, 2007). Вайнера включили в список «Самых влиятельных людей мира» по версии Time 100. В ноябре 2011 года, журнал «The Atlantic» назвал его одним из 21 «Храбрых мыслителей».

## Ранняя жизнь и образование
Мэттью Вайнер родился в 1965 году в еврейской семье. Он поступил в парк школу Балтимора и вырос в Лос-Анджелесе, где он поступил в Гарвардскую школу для мальчиков. Его отец был медицинским исследователем и председателем отдела неврологии в Университете Южной Калифорнии. Его мать окончила юрфак, но она никогда не практиковала. Он поступил в колледж письма в Уэслианском университете, изучая литературу, философию и историю и получил МИД от школы кино и телевидения в Университете Южной Калифорнии.

## Карьера
Вайнер начал свою карьеру сценариста с короткого ситкома канала Fox «Тусовщица» (1996). Он был сценаристом и продюсером сериала «Голая правда» и «Энди Рихтер управляет Вселенной». Вайнер написал сценарий к пилоту сериала «Безумцы» в 1999 году в виде спец. сценария пока он работал сценаристом сериала «Фирменный рецепт». Создатель и исполнительный продюсер сериала «Клан Сопрано» Дэвид Чейз предложил Вайнеру работу в качестве сценариста сериала после того, как он был впечатлён сценарием.
Вайнер работал супервизуальным продюсером пятого сезона «Клана Сопрано» (2004), исполнительным продюсером первой части шестого сезона (2006) и исполнительным продюсером второй части шестого сезона (2007). Он указывался сценаристом в 12 эпизодах либо одним, либо с несколькими сценаристами, включая номинированные на премию «Эмми» эпизоды «Неопознанные чёрные мужчины» (вместе с Теренсом Уинтером) и «Кеннеди и Хайди» (вместе с Дэвидом Чейзом). Он выиграл две премии «Эмми» в качестве продюсера «Клана Сопрано» — одну за пятый сезон шоу в 2004 году и другую за вторую часть шестого сезона шоу в 2007 году.
Вдобавок к сценаристу и продюсеру, он сыграл в двух эпизодах, «Два Тони» и «5-я платформа», в роли вымышленного эксперта мафии Мэнни Сэфьера, автора книги «Проводник для умников», на телетрансляции новостей в рамках шоу.
После окончания «Клана Сопрано» в 2007 году, Вайнер начал искать канал, чтобы спродюсировать «Безумцев». И HBO и Showtime приняли проект. HBO предложил спродюсировать сериал, если Чейз будет сценаристом и продюсером, но Чейз предпочёл сфокусироваться на производстве полнометражных фильмов. Со временем, Вайнер расположил сериал на канале AMC, который до этого никогда не продюсировал оригинальные драматические сериалы. Они подобрали шоу, расположив на 13-эпизодный сезон. Вайнер работал в качестве шоураннера, исполнительного продюсера и главным сценаристом в течение шести сезонов, каждый из которых состоял из 13 эпизодов. В качестве шоураннера, у него была значительная роль в написании сценария и режиссуры каждого эпизода, также одобряя актёров, костюмы, причёски и реквизит. Он указан как сценарист и сосценарист семи эпизодов первого сезона, одиннадцать эпизодов второго, двенадцать эпизодов третьего, десять в четвёртом и девять в пятом. Он также снял все шесть финалов сезонов.
«Безумцы» получили рассчитываемую похвалу от критиков и выиграл четыре премий «Золотой глобус» и пятнадцать «Эмми». Это первый основной кабельный сериал, который выиграл премию «Эмми» за лучший драматический сериал, выиграв премии в 2008, 2009, 2010 и 2011 гг. Вайнер выиграл премию «Эмми» за лучшее написание сценария к драматическому сериалу за пилотный эпизод, «Дым в твоих глазах», в 2008 году, также как и был номинирован за эпизод «Колесо» (с Робин Вайт). Он также выиграл премии «Эмми» в тех же категориях в 2009 году, за эпизод «Размышления в чрезвычайной ситуации» (вместе с Кэйтер Гордон), и в 2010 году, за эпизод «Дверь закрой. Присядь» (вместе с Эрин Леви). В 2009 году, он также был номинирован за эпизоды «Вечер воспоминаний» (с Вайт), «Шесть месяцев спустя» (с Андре Жакметтоном и Марией Жакметтон) и «Вертолётная посадка»; в 2010 году он также был номинирован за эпизод «Парень идёт в рекламное агентство» (с Вайт). В 2011 году, его номинировали за эпизод «Чемодан». Совсем недавно, в 2012 году, его номинировали за эпизоды «Далёкие места» и «Другая женщина», оба вместе с Семи Челлас.
Вайнер и его состав сценаристов также выиграли премию Гильдии сценаристов США за лучший новый сериал и были номинированы за лучший драматический сериал на церемонии в феврале 2008 года за их работу над первым сезоном. Они были снова номинированы на ту же премию за лучший драматический сериал второй раз на церемонии в феврале 2009 года за их работу над вторым сезоном. Вайнер и группа сценаристов выиграла премию Гильдии сценаристов за лучший драматический сериал (после того как были номинированы за третий последующий год) на церемонии в феврале 2010 года за их работу над третьим сезоном. Вайнера также дважды номинировали на эту же премию за эпизодическую драму на церемонии в феврале 2010 года за свою работу над сериями «Взрослые» (вместе с Бреттом Джонсоном) «Парень идёт в рекламное агентство» (с Робин Вайт).
Первый полнометражный фильм Вайнера, «Ты здесь», был снят в Северной Каролине, был показан на Международном кинофестивале в Торонто 2013 года и был выпущен в 2014 году.
В начале марта 2017 года было объявлено, что Вайнер начинает работу над сериалом «Романовы» о людях, считающих себя потомками династии Романовых, независимо от того, правда это или нет. Сериал будет иметь структуру антологии и состоять из восьми эпизодов. Каждый из них будет иметь свою сюжетную линию, актёрский состав и место съемок. Некоторые роли исполнят актёры, игравшие в «Безумцах». Выход сериала, входящего в серию Amazon Video, намечен на весну 2018 года.

## Личная жизнь
Вайнер женат на архитекторе Линде Бреттлер. Мартен, один из четырёх сыновей, играет эпизодическую роль Глена Бишопа в «Безумцах». В настоящее время Вайнер проживает в Лос-Анджелесе. Он был однодневным чемпионом телевикторины «Jeopardy!»

## Работы

### Телевидение
| Название                          | Год  | Указан как | Примечания |
| --------------------------------- | ---- | ---------- | ---------- |
| «Stumble in the Bronx»            | 1999 | Сценарист  |            |
| «Blind Curve»                     | 1999 | Сценарист  |            |
| «For Whom the Toll Calls»         | 2000 | Сценарист  |            |
| «The Wrong Man»                   | 2000 | Сценарист  |            |
| «Pretty Poison»                   | 2001 | Сценарист  |            |
| «The Ugly Truth»                  | 2001 | Сценарист  |            |
| «Psycho Therapy»                  | 2001 | Сценарист  |            |
| «The Ghost of Christmas Presents» | 2001 | Сценарист  |            |

| Название       | Год  | Указан как | Примечания |
| -------------- | ---- | ---------- | ---------- |
| «The Maid Man» | 2003 | Сценарист  |            |

| Название                   | Год  | Указан как                                                 | Примечания                                                            |
| -------------------------- | ---- | ---------------------------------------------------------- | --------------------------------------------------------------------- |
| «Rat Pack»                 | 2004 | Сценарист                                                  |                                                                       |
| «Sentimental Education»    | 2004 | Сценарист                                                  |                                                                       |
| «Unidentified Black Males» | 2004 | Сценарист, с Теренсом Уинтером                             | Номинация — Премия «Эмми» за лучший сценарий к драматическому сериалу |
| «The Test Dream»           | 2004 | Сценарист, с Дэвидом Чейзом                                |                                                                       |
| «Mayham»                   | 2006 | Сценарист                                                  |                                                                       |
| «Luxury Lounge»            | 2006 | Сценарист                                                  |                                                                       |
| «Moe n' Joe»               | 2006 | Сценарист                                                  |                                                                       |
| «Kaisha»                   | 2006 | Сценарист, с Дэвидом Чейзом и Теренсом Уинтером            |                                                                       |
| «Soprano Home Movies»      | 2007 | Сценарист, с Дэвидом Чейзом, Дианой Фролов и Эндрю Шнайдер |                                                                       |
| «Chasing It»               | 2007 | Сценарист                                                  |                                                                       |
| «Kennedy and Heidi»        | 2007 | Сценарист, с Дэвидом Чейзом                                | Номинация — Премия «Эмми» за лучший сценарий к драматическому сериалу |
| «The Blue Comet»           | 2007 | Сценарист, с Дэвидом Чейзом                                |                                                                       |

| Название                               | Год  | Указан как                                                        | Примечания                                                                           |
| -------------------------------------- | ---- | ----------------------------------------------------------------- | ------------------------------------------------------------------------------------ |
| «Smoke Gets in Your Eyes»              | 2007 | Сценарист                                                         | Премия «Эмми» за лучший сценарий к драматическому сериалу Премьера сериала           |
| «Ladies Room»                          | 2007 | Сценарист                                                         |                                                                                      |
| «5G»                                   | 2007 | Сценарист                                                         |                                                                                      |
| «Shoot»                                | 2007 | Сценарист, с Крисом Провензано                                    |                                                                                      |
| «Long Weekend»                         | 2007 | Сценарист, с Бриджет Бедард, Андре Жакметтоном и Марией Жакметтон |                                                                                      |
| «Indian Summer»                        | 2007 | Сценарист, с Томом Палмером                                       |                                                                                      |
| «The Wheel»                            | 2007 | Сценарист, с Робин Вайт Режиссёр                                  | Номинация — Премия «Эмми» за лучший сценарий к драматическому сериалу Финал 1 сезона |
| «For Those Who Think Young»            | 2008 | Сценарист                                                         | Премьера 2 сезона                                                                    |
| «Flight 1»                             | 2008 | Сценарист, с Лизой Альберт                                        |                                                                                      |
| «The Benefactor»                       | 2008 | Сценарист, с Риком Кливлендом                                     |                                                                                      |
| «Maidenform»                           | 2008 | Сценарист                                                         |                                                                                      |
| «A Night to Remember»                  | 2008 | Сценарист, с Робин Вайт                                           | Номинация — Премия «Эмми» за лучший сценарий к драматическому сериалу                |
| «Six Month Leave»                      | 2008 | Сценарист, с Андре Жакметтоном и Марией Жакметтон                 | Номинация — Премия «Эмми» за лучший сценарий к драматическому сериалу                |
| «The Inheritance»                      | 2008 | Сценарист, с Лизой Альберт и Марти Ноксон                         |                                                                                      |
| «The Jet Set»                          | 2008 | Сценарист                                                         | Номинация — Премия «Эмми» за лучший сценарий к драматическому сериалу                |
| «The Mountain King»                    | 2008 | Сценарист, с Робин Вайт                                           |                                                                                      |
| «Meditations in an Emergency»          | 2008 | Сценарист, с Кэйтер Гордон Режиссёр                               | Премия «Эмми» за лучший сценарий к драматическому сериалу Финал 2 сезона             |
| «Out of Town»                          | 2009 | Сценарист                                                         | Премьера 3 сезона                                                                    |
| «Love Among the Ruins»                 | 2009 | Сценарист, с Кэтрин Хамфрис                                       |                                                                                      |
| «My Old Kentucky Home»                 | 2009 | Сценарист, с Дави Уоллер                                          |                                                                                      |
| «The Arrangements»                     | 2009 | Сценарист, с Эндрю Колвиллом                                      |                                                                                      |
| «Guy Walks into an Advertising Agency» | 2009 | Сценарист, с Робин Вайт                                           | Номинация — Премия «Эмми» за лучший сценарий к драматическому сериалу                |
| «Seven Twenty Three»                   | 2009 | Сценарист, с Андре Жакметтоном и Марией Жакметтон                 |                                                                                      |
| «Souvenir»                             | 2009 | Сценарист, с Лизой Альберт                                        |                                                                                      |
| «Wee Small Hours»                      | 2009 | Сценарист, с Дави Уоллер                                          |                                                                                      |
| «The Color Blue»                       | 2009 | Сценарист, с Кэйтер Гордон                                        |                                                                                      |
| «The Gypsy and the Hobo»               | 2009 | Сценарист, с Марти Ноксон и Кэтрин Хамфрис                        |                                                                                      |
| «The Grown-Ups»                        | 2009 | Сценарист, с Бреттом Джонсоном                                    |                                                                                      |
| «Shut the Door. Have a Seat»           | 2009 | Сценарист, с Эрин Леви Режиссёр                                   | Премия «Эмми» за лучший сценарий к драматическому сериалу Финал 3 сезона             |
| «Public Relations»                     | 2010 | Сценарист                                                         | Премьера 4 сезона                                                                    |
| «Christmas Come But Once a Year»       | 2010 | Сценарист, с Трейси Макмиллан                                     |                                                                                      |
| «The Good News»                        | 2010 | Сценарист, с Джонатан Абрахамсом                                  |                                                                                      |
| «The Rejected»                         | 2010 | Сценарист, с Китом Хаффом                                         |                                                                                      |
| «Waldorf Stories»                      | 2010 | Сценарист, с Бреттом Джонсоном                                    |                                                                                      |
| «The Suitcase»                         | 2010 | Сценарист                                                         | Номинация — Премия «Эмми» за лучший сценарий к драматическому сериалу                |
| «The Summer Man»                       | 2010 | Сценарист, с Лизой Альберт и Джанет Лихи                          |                                                                                      |
| «The Beautiful Girls»                  | 2010 | Сценарист, с Дави Уоллер                                          |                                                                                      |
| «Hands and Knees»                      | 2010 | Сценарист, с Джонатаном Абрахамсом                                |                                                                                      |
| «Tomorrowland»                         | 2010 | Сценарист, с Джонатаном Иглой Режиссёр                            | Финал 4 сезона                                                                       |
| «A Little Kiss»                        | 2012 | Сценарист                                                         | Премьера 5 сезона, двухсерийный эпизод                                               |
| «Tea Leaves»                           | 2012 | Сценарист, с Эрин Леви                                            |                                                                                      |
| «Mystery Date»                         | 2012 | Сценарист, с Виктором Левиным                                     |                                                                                      |
| «Signal 30»                            | 2012 | Сценарист, с Фрэнком Пирсоном                                     |                                                                                      |
| «Far Away Places»                      | 2012 | Writer, with Semi Chellas                                         | Номинация — Премия «Эмми» за лучший сценарий к драматическому сериалу                |
| «Lady Lazarus»                         | 2012 | Сценарист                                                         |                                                                                      |
| «Christmas Waltz»                      | 2012 | Сценарист, с Виктором Левиным                                     |                                                                                      |
| «The Other Woman»                      | 2012 | Сценарист, с Семи Челлас                                          | Номинация — Премия «Эмми» за лучший сценарий к драматическому сериалу                |
| «The Phantom»                          | 2012 | Сценарист, с Джонатаном Иглой Режиссёр                            | Финал 5 сезона                                                                       |
| «The Doorway»                          | 2013 | Сценарист                                                         | Премьера 6 сезона, двухсерийный эпизод                                               |
| «Collaborators»                        | 2013 | Сценарист, с Джонатаном Иглой                                     |                                                                                      |
| «The Flood»                            | 2013 | Сценарист, с Томом Смутсом                                        |                                                                                      |
| «For Immediate Release»                | 2013 | Сценарист                                                         |                                                                                      |
| «Man With a Plan»                      | 2013 | Сценарист, с Семи Челлас                                          |                                                                                      |
| «The Crash»                            | 2013 | Сценарист, с Джейсоном Гротом                                     |                                                                                      |
| «The Better Half»                      | 2013 | Сценарист, с Эрин Леви                                            |                                                                                      |
| «A Tale of Two Cities»                 | 2013 | Сценарист, с Джанет Лихи                                          |                                                                                      |
| «Favors»                               | 2013 | Сценарист, с Семи Челлас                                          |                                                                                      |
| «In Care Of»                           | 2013 | Сценарист, с Карли Рэй Режиссёр                                   | Финал 6 сезона                                                                       |
| «Time Zones»                           | 2014 | Сценарист                                                         | Премьера 7 сезона                                                                    |
| «A Day’s Work»                         | 2014 | Сценарист, с Джонатаном Иглой                                     |                                                                                      |
| «Field Trip»                           | 2014 | Сценарист, с Хэзер Дженг Бладт                                    |                                                                                      |
| «The Runaways»                         | 2014 | Сценарист, с Дэвидом Изерсоном                                    |                                                                                      |
| «Waterloo»                             | 2014 | Сценарист, с Карли Рэй Режиссёр                                   | 1 часть 7 сезона, финал                                                              |
| «Severance»                            | 2015 | Сценарист                                                         | 2 часть 7 сезона, премьера                                                           |
| «New Business»                         | 2015 | Сценарист, с Томом Смутсом                                        |                                                                                      |
| «The Forecast»                         | 2015 | Сценарист, с Джонатаном Иглой                                     |                                                                                      |
| «Time & Life»                          | 2015 | Сценарист, с Эрин Леви                                            |                                                                                      |
| «Lost Horizons»                        | 2015 | Сценарист, с Семи Челлас                                          |                                                                                      |
| «The Milk and Honey Route»             | 2015 | Сценарист, с Карли Рэй Режиссёр                                   |                                                                                      |
| «Person to Person»                     | 2015 | Сценарист Режиссёр                                                | Финал сериала                                                                        |

### Кино
| Название | Ориг. название | Год  | Указан как         | Примечания |
| -------- | -------------- | ---- | ------------------ | ---------- |
| Ты здесь | Are You Here   | 2013 | Сценарист Режиссёр |            |